# Christoph Merian
Christoph Merian, né le 22 janvier 1800 à Bâle et mort le 22 août 1858 à Münchenstein près de Bâle, est un banquier et un homme d’affaires suisse. Il était en particulier le propriétaire d’un vaste domaine foncier dans le canton de Bâle et était l’un des hommes les plus riches de Suisse à son époque. Il est également le fondateur de la fondation Christoph Merian, appelée en allemand Chistoph Merian Stiftung.

## Biographie
Christoph Merian vient d’une riche famille d’aristocrate de Bâle. Son père, Christoph Merian Senior, était marchand de coton brut puis s’est diversifié dans les activités de transport ainsi que les activités bancaires et par des investissements dans l’industrie notamment alsacienne. Sa fortune provenant essentiellement par le biais de son entreprise « Les Frères Merian » spécialisée dans le contournement du Blocus continental imposé par Napoléon Ier.
Christoph Merian a commencé sa carrière en tant qu’apprenti banquier puis a poursuivi ses études au Landwirtschaftliches Institut Hofwil, l'institut d’agriculture de Hofwil et au Landwirtschaftliche Akademie, l’académie d’agriculture de Hohenheim près de Stuttgart.
Il partageait alors son temps entre ses fonctions de banquier, homme d’affaires et agronome dans le domaine agricole de Brüglingen près de Bâle.
Aujourd’hui, il reste connu grâce à son importante fondation fondée par testament le 26 mars 1857 confiant la gestion à la ville de Bâle. La Christoph Merian Stiftung est une organisation sans but lucratif qui supporte des projets économiques, sociaux, culturels et écologiques dans les cantons de Bâle-Ville et Bâle-Campagne et qui disposait en 2006 d’un patrimoine de plus de 289 millions de francs suisses ainsi que de 900 hectares de terrains.

## Sources
- Hermann Wichers, « Merian, Christoph » dans le Dictionnaire historique de la Suisse en ligne, version du 7 janvier 2010.